# Ажу (Ер)
Ажу (фр. Ajou) насеље је и општина у северној Француској у региону Горња Нормандија, у департману Ер која припада префектури Берне.
По подацима из 2011. године у општини је живело 256 становника, а густина насељености је износила 26,04 становника/km². Општина се простире на површини од 9,83 km². Налази се на средњој надморској висини од 144 метара (максималној 179 m, а минималној 115 m).

## Демографија
| 1962. | 1968. | 1975. | 1982. | 1990. | 1999. | 2011. |
| ----- | ----- | ----- | ----- | ----- | ----- | ----- |
| 171   | 182   | 182   | 242   | 220   | 217   | 256   |

График промене броја становника у току последњих година